# هوفانيس شيراز
كان هوفانيس شيراز (أرمني: Հովհաննես Շիրազ) (27 أبريل 1915 - 14 مارس 1984) شاعرًا أرمينيًا.

## السيرة الذاتية
ولد هوفانيس (أونيك) تاديفوسي كارابيتيان في مدينة إلكسندربول، ثم جزء من الإمبراطورية الروسية (الآن غيومري، أرمينيا). كانت أمه، أستجيك، أرملة بسبب الإبادة الجماعية للأرمن قبل ولادته بوقت قصير. شيراز نشأ في فقر كبير. تم نشر أول عمل له بعنوانبداية الربيع في عام 1935. أعطت الروائية أتربيت الشاعر الموهوب لقب «شيراز»، لأن «قصائد هذا الشاب لها رائحة الورود، طازجة ومغطاة بالندى، مثل ورود شيراز» (شيراز يجري واحدة من المدن الكبرى في إيران، تشتهر بالورود والشعراء). وهناك نسخة أخرى لاسمه المستعار هو «شيراك آزن»، وهو طفل شيراك، المنطقة التي كان ينتمي إليها.
درس هوفانيس شيراز في جامعة يريفان الحكومية ومعهد موسكو ماكسيم غوركي للأدب. في عام 1958، نشر المجلد الأول من مختاراته كنار هاياستاني (قيثارة أرمينيا). تم نشر المجلدين الثاني والثالث في عام 1965 و1974. وتشمل هذه المجموعات أفضل الأمثلة على شعر شيراز.

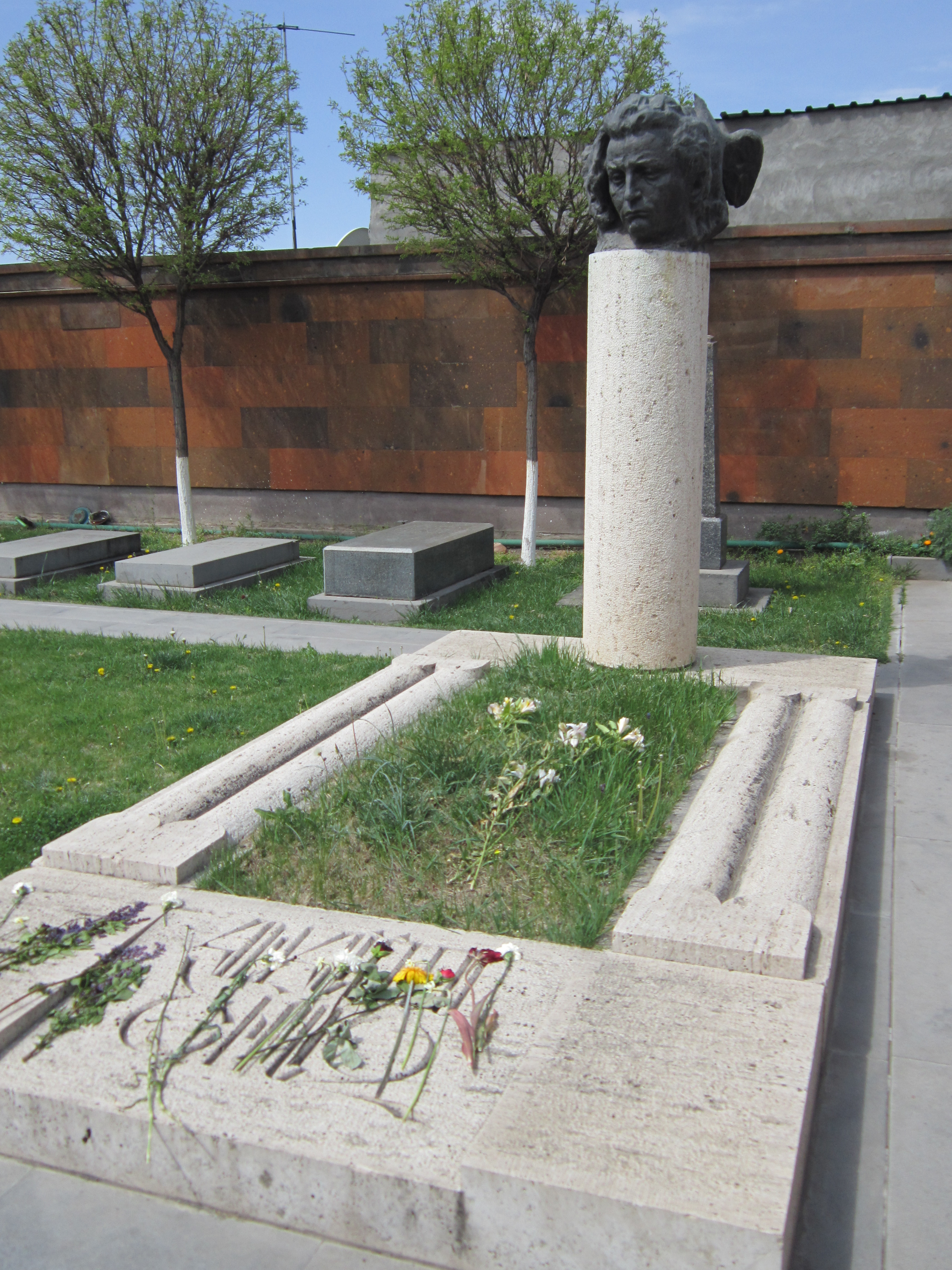
شاهد قبر هوفانيس شيراز في كوميتاس بانثيون

شيراز في الغالب يكتب وينشر الشعر. وهو مؤلف من قصائد حب وطنية وشعبية شملت «عاني»، «أمي»، «هل حبي يبقى سرًا»، «سيامانتو وخجيزار»، «اكسبرومتو»، «مثل الحب الوثني»، «يا مقدسي الوطن»، «مصير الأرمن»، «إلى أندرانيك»، إلخ. كتب«الأرمينية دانتي اسكوا» عن الإبادة الجماعية الأرمنية، وهو موضوع تم حظره في الاتحاد السوفيتي. تمت كتابة النسخة الأولى من هذه التحفة الفنية في عام 1941. تم نشر فقرات قصيرة فقط من هذا العمل في أرمينيا السوفييتية خلال حياته، وتم نشر بعض الفصول في بيروت وطهران. تم نشر القصيدة بأكملها (أكثر من 8000 سطر) في عام 1990 في يريفان.
دفن في كوميتاس بانثيون،  في يريفان، جنبا إلى جنب مع غيرها من الأرمن البارزين.
تزوج لأول مرة من الشاعرة الأرمينية الشهيرة سيلفا كابوتيكيان. كان ابنه مع كابوتيكيان، آرا شيراز، النحات. شيراز كان لديه سبعة أطفال مع زوجته الثانية، شوشانيك شيراز (أريستكسيان، 1937-2006). كان أحد أبنائهم، سيبان شيراز، شاعرًا.
سميت مدرسة يريفان رقم 169 وشارع في جلفا من أصفهان من بعده. يقع هوفانيس شيراز في البيت المتحف في مبنى يعود للقرن التاسع عشر في غيومري.

## الشخصية
كان شيراز معروفاً بروحه المرحة. في عام 1963، زار جون شتاينبك شقة الشاعر في يريفان ثم كتب في رسالة: «... الرجال أقرب سوية عندما يضحكون معا. وأتذكر أنه في يريفان ضحكنا معا».
يفغيني يفتوشينكو  وألكسندر جيتوفيتش  قصائد مخصصة لشيراز.
كان شيراز شاعرًا مناهضًا للمؤسسة وكان يتمتع بشعبية كبيرة لدى شعب أرمينيا السوفييتية، لكنه كافح ضد قيادته السوفيتية الفاسدة طوال حياته. عندما قام الناقد المعروف سورين أغابايان في عام 1974 بإحضار شيراز إلى الأخبار حول منح وسام لينين، جاء الجواب التالي: «وما الذي يريدونه [الحكومة السوفيتية] في مقابله؟ لشراء صمتي؟» 

## الشعر
شيراز هو مؤلف عن أربعين كتابًا وترجمة شعرية. جعلت مفرداته الغنيّة وأسلوبه الحسّاس، معزّزة بالعناصر الشعبية والعامية،  شعره واحداً من أعلى إنجازات الأدب الأرمني. يعتبر النقاد العديد من روائع أعماله. ووفقا لباروير سيفاك «، وارتفع الشعر الأرمني الحديث على قمة جبل شيراز».  وكتب ويليام سارويان: «شيراز موهبة عظيمة، يجب أن نكون فخورين ونعتبر شرفًا عظيمًا نعرفه شخصيًا». شيراز قام ببناء قصائده مع الطفلة الأرمنية، أضاف يفغيني يفتوشينكو.
في أحلامي أحطم بابي،

«من هذا؟» سألت من الداخل.

بعض المسنين من الخارج

أجاب وقال: «سأضحي بنفسي من أجلك».

"لقد جئت لأطلب قطعة من الخبز مثل الصدقة

أنا امرأة يتيمة فقيرة لا أحد يدعمني ".

عند هذه النقطة فتحت باب منزلي على الفور،

فقط لإيجاد معجزة. كانت أمي المتوفاة بالفعل!

صدمت لكن سقطت في ذراعيها.

وقالت والدتي، "أنا أنا، أنا،

جئت لمحاولة لك والتحقق من أنت.

آمل أن الحياة لم تغير روحك وأنت أيضا؟! "

جئت في شكل متسول

بحيث يمكن للعالم كله أن يكون شاهدا

لمعرفة ما إذا كان ضميرك يا بني العزيز،

إذا كان ضميرك قد مات أيضًا معي؟! "

(مترجمة عن الأرمنية بقلم دانييل جانويان)
تُعرف قصائد شيراز في جميع أنحاء اتحاد الجمهوريات الاشتراكية السوفياتية السابق (ترجمت أعماله من قبل أرسيني تاركوفسكي ونيكولاي آسييف) وفي الخارج. على أي حال، كما يكتب أندري ديمنتييف، فإن هوفانيس شيراز، مثل سيرجي يسنين، يستخدم العديد من الاستعارات، لذلك من الصعب للغاية ترجمة قصائده.
خلال لقاء مع الكتّاب السوفييت، لشرح أي نوع من الشعر كان يحبه بشكل أفضل، أظهر الكاتب الهندي بهشام ساهني، مجلة تحتوي على بعض القصائد من قبل هوفانيس شيراز.

## البيت-المتحف
يقع هوفانيس شيراز في البيت المتحف في شارع الماجستير غيومري. وقدم البيت إلى شيراز من قبل المسؤولين الأرمينيين السوفياتي في عام 1983. كان المنزل مبنى قديم بني في عام 1886 وينتمي إلى مليونيرا. في عام 2003 أصبح منزل متحف.

## الببليوغرافيا المختارة
- بداية الربيع، 1935
- أغنية أرمينيا، 1940
- صوت الشاعر، 1942
- كتاب من الأغاني، 1942
- بيبليان، 1944
- قيثارة أرمينيا، ثلاثة مجلدات، 1958 و1965 و1974
- نصب تذكاري لأمي، 1968
- السلام للجميع، 1982

## فيلموغرافيا
- «هوفانيس شيراز: وثائقي». في عام 2005، أصدر المخرج ليفون مكرتشيان فيلمًا وثائقيًا بعنوان «هوفانيس شيراز».
- «في الطريق إلى الخلود»، فيلم أرميني، 1983، 35 ملم، المخرج ليفون مكرتشيان، الملحن سركيس الألادججيان.

## الروابط الخارجية
- Hovhannes Shiraz Museum's Official Website
- Hovhannes Shiraz
- http://armshop.in.ua/product/hovhannes-shiraz/
- Hovhannes Shiraz على يوتيوب